# Área de Conservação da Paisagem de Mõdriku-Roela
A Área de Conservação da Paisagem de Mõdriku-Roela é um parque natural localizado no condado de Lääne-Viru, na Estónia.
A área do parque natural é de 1630 hectares.
A área protegida foi fundada em 1978 para proteger o esker de Mõdriku-Roela com as fontes e nascentes de Küti e Voore. Em 1986, a área protegida foi reformulada como área de conservação paisagística.